# Acalypha abingdonii
Acalypha abingdonii é uma espécie de flor do gênero Acalypha, pertencente à família Euphorbiaceae.